# メアリ・シーコール

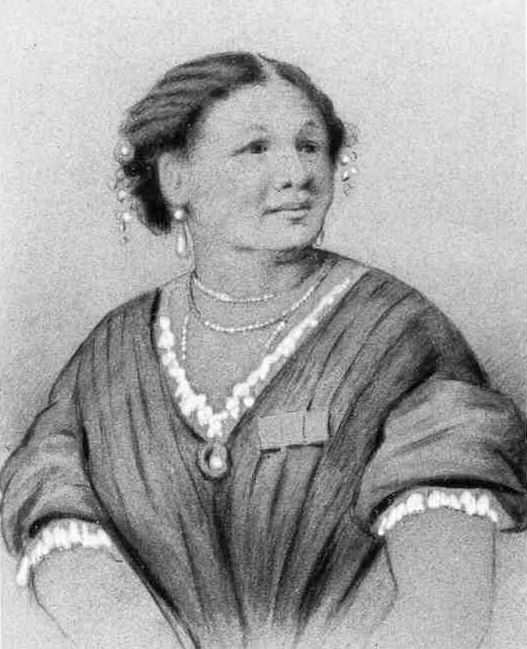
メアリ・シーコール

メアリ・ジェーン・シーコール（Mary Jane Seacole、1805年 - 1881年5月14日）は、ヴィクトリア時代のイギリスで活躍したジャマイカ出身のクレオール女性で、看護師。
パナマおよびクリミアにおいて、母親から受け継いだ薬草の知識と伝統療法を用いて疾病の看護をおこなう傍ら宿を経営していたが、クリミア戦争における戦場医療の惨状を耳にし、自身の能力を活かせるだろうと考え、ボランティアの看護師として志願するため単身ロンドンへ赴いた。しかしながら、コレラの治療をはじめとした豊富な看護経験があったにもかかわらず、フローレンス・ナイチンゲール率いる看護師集団への参加は拒否された。
そのためシーコールは自身で旅費を工面し戦場へ向かい、前線における負傷者の扱いが余りにひどいことに衝撃を受けた。ナイチンゲールの看護師団は後方基地と野戦病院のあったスクタリを中心として活動していたのに対し、シーコールは前線へ赴き、戦火の中にあって敵味方隔てなく多くの負傷者を救った。
この行動は当時の人々から賞賛を受けたが、ナイチンゲールとは対照的に、その死後は人々の記憶から消えてしまった。その業績が再評価されるようになるのは、その死からおよそ100年後のことであった。今日シーコールは、日本での知名度は極めて低いものの、その勇気と医療技術が評価されるのみならず、人種的偏見の根強かったヴィクトリア朝イギリスにおいてその苦難に耐えたクレオール女性の一人として語られている。
1857年に出版された口述筆記によるシーコールの自伝は、混血の女性のものとしては最初期の自伝とされている。

## 生い立ち

### 誕生
メアリー・ジェーン・シーコール（以下メアリー）は1805年、ジャマイカ・キングストン（カリブ海の島国ジャマイカの首都）で、スコットランド出身の父とジャマイカ人の母との間に誕生した。
父は、英国の軍人で、母は、キングストンにブランデル・ホール(Blundell Hall)と呼ばれる下宿屋を所有しており、そこで女医としての実践もしていた。メアリーは、幼少期から母親の医療実践を間近に見て育ち、母親から地方の薬草を用いた伝統的治療法を学んでいったという。
当時、メアリーの様な植民地出身の人々は、様々な文化や血統が混在するという意味で　”クレオール”と呼ばれていた。彼女は”クレオール”最初のナースとして、その名を残している。当時、”クレオール”の人々は奴隷として雇われ、昼夜農園の仕事をしながら自分たちの食料も自給自足を余儀なくされていた。しかし、メアリーの家庭は、奴隷ではなく比較的自由なクレオールであった。しかし、植民地出身で肌の色が違うということは階級社会のこの時代には決定的でありメアリーの人生は艱難辛苦の連続だった。

### 青年期
メアリーは 10 代の多感な時期から、医療に携わる自立心と行動力を培うと同時に、人種主義的な社会の矛盾を体験していた。
20歳頃からブランデル・ホール に住みこみで母親の手伝いをしながら、看護に従事していく。メアリーはこのとき、黄熱病にかかった兵隊たちへの治療の手伝いもしている。それから彼女は、大火事によって焼失したブランデン・ホールの再建(1843 年)や母親の死(1844 年)などを乗り越えながら、医療のキャリアを積んだ。 1850 年代には、メアリーは、19 世紀以降に度々世界的に流行したコレラの治療にも携わっている。1851 年、メアリーはパナマにホテルを開いた兄弟を訪ねて自身もパナマに渡った際には、独力でコレラの治療に従事したという。この頃、カリフォルニアでのゴールドラッシュの影響で、アメリカ西部に渡るための主要な中継地の一つとして、至る場所からパナマへ人が集まっていた。
さらにメアリーは、コレラで亡くなった乳児の検死解剖をパナマで実施したことを明らかにしている。このときの検視解剖について、メアリーは自伝において「私にとっては新しくて、断然有益だったけれども、男性医師たちはみなよく知っている結果でした」と男女の差にも触れている。その後、メアリー自身もコレラに感染したが、克服している。このようにして、メアリーは医療の専門的知識と実践スキルを習得していったのである。
メアリーは幼いころから女医であった母の背中を見てきて医療に携わる自立心と行動力を培うとともに人種と性別の壁を感じ看護に身を投げ出す。

### ナイチンゲール看護団の入団拒否
しかし時代は、大国同士の戦争へと進んだ。1853 年、ロシアとトルコの間で対立が生じ、クリミア戦争が勃発した。翌年、ロシアの進出を嫌うイギリスとフランスがトルコ側の支援に回り、同盟を結んだ。
1854 年秋には、ナイティンゲールがイスタンブルのスクタリ(Scutari)で負傷兵に対する看護を開始している。
その頃、メアリーはジャマイカで、ロシアに対する戦争が開戦し、クリミア戦争における戦場の医療の惨状を知ったメアリーは、自身の能力を生かすため、ボランティアの看護師としてクリミアでイギリス軍に尽力することを切望したという。クリミア戦争勃発時の心情について、メアリーは以下のように語っている。「どこかの戦争のことを聞いたら、私は一刻も早くその戦場で力になりたいと切望していました。そして、私がよく知っているたくさんのジャマイカ兵たちが行動を起こすためにイギリスへ旅立ったと聞くと、なおさら彼らと行動をともにしたいという願望は強まっていったのです」。そのため単身ロンドンへ赴いた。
1854 年の秋、メアリーはロンドンに到着し、クリミアでの看護を繰り返しイギリス当局に申請した。具体的には、戦争局(the War Office)医療局(the Medical Department)、さらにはナイティンゲールに続く看護師の第二部隊の採用担当者といった複数の機関・人物にメアリーは申請したが、それらの努力は実らなかった（ナイチンゲールとの面談記録は途中から途切れ紛失している）。
黄熱病やコレラといった強力な感染病の治療に対する専門的知識を有していたにも拘わらず、イギリス諸機関からクリミア戦争における看護実践の度重なる拒否を受け、メアリーはひどく失望したという。近年の研究では、メアリー以外にも、クリミア戦争における看護師の出願を、人種のために拒否された例があることが明らかになっている。1855 年、メアリーは自力でクリミア半島への渡航費と医療物資を調達し始める。そのとき、メアリーの協力者となったのが、運送業のためにクリミア半島へ向かおうとしていたトーマス・デイ(Thomas  Day)だった。二人は、軍人に対して食料や飲料を販売する「軍商人(sutlers)」として現地に赴き、同年3月にトルコに到着した。その後、7 月にメアリーとデイはクリミア半島で激しい戦地となったバラクラヴァ(Balaclava)の郊外に位置した軍基地の近くで、ナティンゲールの病院よりもさらに前線の近くで持ち前の商才でホテル・食堂・雑貨商店を創業したのである。そこでは、全ての地位の軍人に対して、宿泊所、食料や物資、そして看護ケアが供給された。メアリーが戦地で行った看護ケアの中には、彼女がそれまでのキャリアの中で身につけてきた伝統的な薬草による治療も含まれていた。そして、ジャマイカ時代にコレラの治療で名をあげたメアリーのもとに参じてくる負傷兵を敵味方に関係なく治療して軍医にも勝るとも劣らない成果をあげる。クリミア戦争が終結を迎える1857年3月まで、メアリーは戦場の前線近くで、地位や国籍に関わらない全ての軍人に対する看護ケアを継続した。
だがメアリーが戦うのは病気や肌の違いに起因する階級差別だけではなく、無法地帯ともいうべき当地での使用人に至るまでの日常茶飯事の盗み、果ては殺人に至るまでの難事だ。
クリミア戦争が終結した当時、施設内には過剰な物資と個人的な明細票が残り、メアリーは危機的な経済状況にあったという。戦後メアリーが破産状態で帰国した時に、戦場で手当てを受けた無数の名もない兵士や遺族たち及び高官たちが基金を設ける。二度目の破産の時にはヴトクトリア女王も支援した。
メアリーの明るく人に好かれる性格は最高司令官のラグラン卿をはじめ軍の高官とも親しい関係を築いた。さらに史上初めての従軍記者と言われるタイムズ紙の記者が同年6月にクリミア戦争におけるメアリーの存在を大きく報道し、彼女の戦地における貢献は社会的な評価を獲得した。

## 原色のユニフォームを纏って
ナースのユニフォームは白や生成りが主流だったが、メアリーのユニフォームは、赤に黄色や青などの原色を多用していた。そこには暗く辛い戦場で明るい色を身に纏い、少しでも負傷者の気が紛れるならばという思いがあったという。
前線は、敵味方入り乱れていたが、メアリーは分け隔てなく多くの負傷者を救い、人々から”Mother Seacole”と賞賛されるようになった。

## メアリーとナイティンゲール
メアリーとナイチンゲールは、両者の全く異なる看護における達成を評価すべきであり、メアリーを「黒人のナイチンゲール」というようにナイチンゲールの影に隠すべきではない。メアリーとナイチンゲールは、両者ともにクリミア戦争において看護実践を展開したが、両者の実践はそれぞれ異なる長所短所を持っていた。
端的に言えば、ナイチンゲールがクリミア半島から離れたトルコ本土の病院での優れた管理能力を発揮したのに対し、メアリーはより前線の近くで治療を行い、飲食物や休息の場を提供した。
メアリーとナイチンゲール自身がお互いに対して抱いていた印象については、あまり記録が残されていないものの、齟齬があったと見られることがで明らかにされている。1855年3月にトルコに到着したメアリーは、スクタリの病院へナイチンゲールを訪問し、短い面会をした後、その晩はスクタリの病院の洗濯係の部屋に宿泊したという。 メアリーは後にバラクラヴァ（ウクライナ南部、クリミア半島南西岸の町）で何度もナイチンゲールを目にしたと記録を残しているが、詳細については述べていない。
ただし、メアリーが抱いたナイチンゲールの第一印象としては、以下のような記録を残している。「穏やかで、それでいて鋭い観察力を持っている。いかなる時も、おそらく無意識的に正義へ歩んでいく、小さな行動に対しての気遣いができる女性それを表したのがフローレンス・ナイチンゲールでした。その英国女性の名前は決して死んでも絶えることはなく、その運命のときまで、英国男性の唇にはまるで 音楽のように聞えるのです」。この第一印象に対する記述を含め、メアリーのナイチンゲールに対する印象は概してポジティブなものであり、またナイチンゲールの方も自分について良い意見を持っていると信じていたという。 一方、ナイチンゲールは、メアリーについて複雑な感情を持っていたことが紹介されている。例えば、ナイチンゲールは、彼女の義兄弟にあてた手紙の中で、メアリーについて「彼女は、『いかがわしい』とまでは言わないにせよ、何かしらそれに似ていなくもないようなものを感じた。クリミア戦争のときは、居酒屋のようなお酒を提供する食堂を経営していた。そこで、多くの人を大酒飲みにしていた。」という記述をしている。ナイチンゲールが人種的な観点にどの程度の影響を受けていたかは明らかではないが、少なくとも、ナイチンゲールが当時のディケンズ（ヴィクトリア朝時代を代表するイギリスの小説家である。主に下層階級を主人公とし弱者の視点で社会を諷刺した作品が多い）の小説に描かれているような「不潔でだらしない」看護師のイメージを変えることを願っていたことはよく知られており、メアリーが時には酒類を施設内で提供していたことには強い抵抗があったようである。したがって、ナイチンゲールは、自身の病院で働く看護師たちとメアリーの間の交流を、積極的には取ろうとしていなかったことが紹介されている。
白衣の天使・ナイチンゲールの近代看護教育の確立、社会起業家、統計学者、近代的病院建築設計等の超人的な業績と比べるとメアリーの活動はあくまで個人的である。一体いかなる力が働いてこの二人に運命的な人生のレールが敷かれたのか？ナイチンゲールは「われに仕えよ」という神の声を聴いて看護の道につく。メアリーは幼いころから女医であった母の背中を見てきて医療に携わる自立心と行動力を培うとともに人種差別の壁を感じ看護に身を投げ出す。